# Wilhelm Trost
Wilhelm Friedrich Trost (* 10. März 1813 in Nürnberg; † 13. Mai 1901 ebenda) war ein deutscher Maler, Xylograph und Kunsthändler.

## Leben
Wilhelm Trost kam aus einer Künstlerfamilie. Sein Vater war der Glas-, Öl- und Dosenmaler Johann Michael Trost, sein Urgroßvater der Porzellan- und Glasmaler Johann Balthasar Trost und sein Ururgroßvater der Porzellanmaler Johann Martin Trost. Sein Sohn war der Maler, Xylograph, Illustrator und Kunsterzieher Friedrich Trost. Sein Bruder Ferdinand Eduard Trost war ebenfalls künstlerisch begabt, er bemalte Dosen.
Er war das drittälteste Kind, er erlernte bei seinem Vater die Glasmalerei und bei dem in Nürnberg lebenden aus Tübingen stammenden Maler Christian Friedrich Fues (1772 bis 1836) die Ölmalerei, er besuchte auch die Nürnberger Kunstschule. Wilhelm Trost war sehr vielseitig, die Bandbreite seines Schaffens reichte von Porträts, Stillleben, idyllischen und wildromantischen Landschaften bis hin zur Tiermalerei. Auch der zu seiner Zeit aufkommenden Fotografie widmete er sich, wobei er den Aufnahmen häufig durch nachträgliche Kolorierung den Charakter von Miniaturmalereien verlieh. Als Xylograph fertigte er Illustrationen und Schmuck für Bücher und Zeitschriften.
Im Jahr 1839 erfand Wilhelm Trost die Rauchmalerei, deren Technik er wie folgt beschrieb: „Man nimmt eine Porzellan-Platte, oder ein Stück Karton, auf das man das Bild machen will, hält es über eine brennende Öllampe und fängt den Ruß-Rauch auf. Hierauf nimmt man trockene Pinsel, Radiernadel, Holzstäbchen oder eine Feder und nimmt an den Stellen, welche licht oder hell werden sollen, den Ruß hinweg, setzt solange fort bis das Bild den gewünschten Effekt und Ausführung hat, dann fixiert man das Bild durch Übergießen eines Firniss, lässt es dann schwarz oder übermalt es mit Ölfarbe.“
Um 1850/51 erwarb er das Haus Pfeifergasse 3, in dem er Kunst-, Galanterie- und Schreibwaren vertrieb, hier war er auch 1900 ansässig. 1855 präsentierte er Arbeiten auf der Weltausstellung in New York. Im Jahr 1867 beschickte er mit seinen Werken erfolgreich die Pariser Weltausstellung.
Er war Mitglied im Nürnberger Künstlerverein und der Nürnberger Freimaurerloge Joseph zur Einigkeit.